# Rosario Sánchez Mora
Rosario Sánchez Mora, conocida como La Dinamitera (Villarejo de Salvanés, 21 de abril de 1919-Madrid, 17 de abril de 2008), fue una miliciana española de la Guerra Civil. Es conocida por haber sido plasmada su labor en el frente republicano en un poema de Miguel Hernández titulado Rosario, dinamitera.

## Biografía

### Juventud en el frente
Su padre, Andrés Sánchez, tenía un taller donde se fabricaban carros, galeras y aperos de labranza en su pueblo natal y su madre murió años antes del estallido de la guerra. Vivió en Villarejo de Salvanés hasta los dieciséis años en que se fue a Madrid, en 1935, a casa de unos amigos que la habían cuidado cuando murió su madre. A su llegada a Madrid se hizo militante comunista y trabajaba como aprendiz de corte y confección en un Círculo Cultural de las Juventudes Socialistas Unificadas en Madrid cuando estalló la guerra civil española. 
Con diecisiete años se incorporó a las Milicias Obreras del Quinto Regimiento que partieron el 19 de julio de 1936 hacia Somosierra para detener a las tropas del general Mola. Rosario, como una chica joven de su edad, no conocía nada de instrucción militar ni de artillería. Con las milicianas republicanas, entre ellas Angelita Martínez, Consuelo Martín, Margarita Fuente y Lina Ódena, participaron por primera vez en el frente y armadas, lejos de las tareas clásicas de auxiliares y enfermeras de la mujer en la guerra. Tras dos semanas de enfrentamientos, en las que lograron contener a los rebeldes franquista, la guerra en la sierra dejó de ser una batalla abierta para convertirse en una batalla de posiciones y fue destinada a la sección de dinamiteros, fabricando bombas de mano caseras. Allí, manipulando dinamita, perdió una mano al estallarle un cartucho, acto cantado por Miguel Hernández en el poema Rosario, dinamitera. Herida de gravedad, la operaron en el hospital de sangre de la Cruz Roja en La Cabrera, donde consiguieron salvarle la vida. 
Tras su salida del hospital, se reincorporó a la división, como encargada de la centralita del Estado Mayor Republicano en la Ciudad Lineal de Madrid. Fue allí donde Rosario conoció a Miguel Hernández, Vicente Aleixandre y Antonio Aparicio, poetas al servicio de la causa republicana. 
Había transcurrido un año de guerra cuando se le presentó la ocasión de volver al frente. La 10.ª Brigada Mixta de El Campesino se había convertido en la 46ª División, con más de doce mil hombres a sus órdenes, que en el verano de 1937 intervino en una ofensiva hacia Brunete para intentar atrapar en una bolsa a las fuerzas sublevadas que sitiaban Madrid desde el suroeste. El ataque fue de tal magnitud que el pueblo claudicó en apenas unas horas, aunque las pequeñas guarniciones de Quijorna y Villanueva del Pardillo resistieron la acometida. Rosario fue elegida para convertirse en jefa de cartería de su división, con la categoría de sargento, encargada de ser el nexo con el Estado Mayor en la capital y de llevar la correspondencia de los soldados.
Desempeñó esta labor hasta el fin de la batalla de Brunete el 25 de julio de 1937, que con la derrota del lado republicano, las tropas de la División del Campesino se retiraron a sus cuarteles de Alcalá de Henares. Allí, el 12 de septiembre de 1937, contrajo matrimonio civil con Francisco Burcet Lucini, sargento de la Sección de Muleros del Regimiento, quedándose embarazada poco después. Pero el 21 de enero de 1938, su marido partió rumbo a Teruel con los hombres de la 46.ª División para relevar a los de la 11.ª de Líster, que habían participado en la toma de la ciudad, la primera capital de provincia que las tropas republicanas conseguían conquistar desde el inicio de la guerra. 
Rosario mientras tanto comenzó a trabajar en la oficina que Dolores Ibárruri, la Pasionaria, había organizado en el n.º 5 de la calle de Zurbano de Madrid para reclutar mujeres que cubrieran los puestos de trabajo que los hombres dejaban libres cuando marchaban al frente. Trabajó allí hasta que dio a luz a su hija Elena.
Tras la batalla del Ebro, que supuso el desequilibrio de la balanza entre tropas republicanas y franquistas, dejó de recibir correspondencia de su marido, y Rosario no supo si éste había muerto, había logrado escapar a Francia o era uno de los miles de prisioneros que hicieron los sublevados en su avance.

### Fin de la guerra
Rosario intentó escapar por Alicante con su padre, dejando a su hija con la segunda mujer de éste. Allí fueron capturados, con otros 15 000 republicanos que esperaban exiliarse a bordo de barcos de la Sociedad de Naciones que nunca llegaron a puerto. Fueron conducidos al campo de los Almendros, donde fusilaron a Andrés Sánchez. Rosario fue liberada y trasladada semanas después a Madrid, donde fue detenida de nuevo en su pueblo, siendo encarcelada en la prisión de Villarejo y después en la de Getafe, mientras se le incoaba un procedimiento sumarísimo de urgencia. La petición fiscal de muerte fue conmutada por treinta años de reclusión por un delito de adhesión a la rebelión.
Fue trasladada a la prisión de Ventas y siguió un periplo carcelario por las prisiones de Durango, Orúe y, finalmente, la de Saturrarán. El 28 de marzo de 1942, tras sufrir tres años de encierro y todo tipo de calamidades, fue puesta en libertad gracias a los beneficios penitenciarios que el régimen franquista se veía obligado a decretar periódicamente para aliviar sus prisiones. Precisamente ese mismo día en que fue liberada moría Miguel Hernández en la prisión de Alicante. 
Fue condenada a permanecer desterrada a más de 200 kilómetros de su pueblo y se instaló en El Bierzo, con una compañera de prisión ya liberada, pero la necesidad de ver a su hija la hizo regresar a Madrid pese a la prohibición de hacerlo. Su hija estaba al cuidado de su suegra y desde allí comenzaron la búsqueda de su marido, sin noticias desde el fin de la guerra. Por informaciones de familiares supo que su marido había rehecho su vida en Oviedo una vez que el régimen franquista anuló todos los matrimonios civiles de la República. Rosario volvió a casarse y tuvo otra hija, pero se separó al cabo de dos años. Para ganarse la vida comenzó a vender tabaco americano de contrabando en la plaza de Cibeles. Posteriormente montó un estanco en Madrid, en la calle Peña Prieta del barrio de Vallecas.
Rosario falleció el 17 de abril de 2008. Durante el sepelio estuvo acompañada de la bandera tricolor y personalidades destacadas de la política como Gaspar Llamazares y Paco Frutos, secretario general del PCE.

## Rosario Sánchez en la literatura
- Mónica Carabias Álvaro publicó en 2001 su biografía. Rosario Sánchez Mora (1919).
- Carlos López Fonseca publicó en 2006 su novela Rosario Dinamitera. Una mujer en el frente, basada en las conversaciones que mantuvo con la autora.[2]

### El poemaRosario, dinamitera
Fue escrito por Miguel Hernández alrededor de 1937 y está basado en la experiencia de Rosario Sánchez en el frente:

Rosario, dinamitera

Rosario, dinamitera,

sobre tu mano bonita

celaba la dinamita

sus atributos de fiera.

Nadie al mirarla creyera

que había en su corazón

una desesperación,

de cristales, de metralla

ansiosa de una batalla,

sedienta de una explosión.